# Keshi Anderson
Keshi Stuart Oluyinka Adetokunboh Anderson (Luton, 6 aprile 1995) è un calciatore inglese con cittadinanza nigeriana, ala del Birmingham City.

## Carriera
Cresciuto nel settore giovanile del Watford, si è in seguito trasferito al Barton Rovers, club militante nell'ottava serie del calcio inglese. Il 2 febbraio 2015, dopo aver segnato una tripletta contro il Crystal Palace mentre stava disputando un provino con il Brentford, viene acquistato dalle Eagles. Il 24 settembre seguente passa in prestito mensile al Doncaster, poi prorogato fino al successivo mese di gennaio; il 21 novembre riporta tuttavia la frattura della gamba, che lo costringe a terminare anzitempo la stagione.
Il 31 agosto 2016 viene ceduto a titolo temporaneo al Bolton; poco impiegato dai Trotters, il 17 gennaio 2017 passa al Northampton Town. Il 31 agosto seguente si trasferisce in prestito allo Swindon Town; il 16 gennaio 2018 viene acquistato a titolo definitivo, firmando un biennale con i Robins. Dopo aver vinto il campionato di Football League Two, il 29 giugno 2020 firma un biennale con il Blackpool, con cui ottiene subito la promozione in Championship ai play-off.
Confermato per un'ulteriore stagione dai Tangerines, il 22 luglio 2023 viene tesserato dal Birmingham City, con cui firma un annuale. Rimasto in rosa dopo la retrocessione in Football League One, il 9 ottobre 2024 prolunga con i Blues fino al 2026; al termine della stagione conquista la promozione in Championship, facendo segnare il record di punti della storia del calcio inglese.

## Statistiche

### Presenze e reti nei club
Statistiche aggiornate al 7 luglio 2025.
| Stagione               | Squadra                | Campionato             | Campionato | Campionato | Coppe nazionali | Coppe nazionali | Coppe nazionali | Coppe continentali | Coppe continentali | Coppe continentali | Altre coppe | Altre coppe | Altre coppe | Totale | Totale | Totale |
| Stagione               | Squadra                | Comp                   | Pres       | Reti       | Comp            | Pres            | Reti            | Comp               | Pres               | Reti               | Comp        | Pres        | Reti        | Pres   | Reti   |        |
| ---------------------- | ---------------------- | ---------------------- | ---------- | ---------- | --------------- | --------------- | --------------- | ------------------ | ------------------ | ------------------ | ----------- | ----------- | ----------- | ------ | ------ | ------ |
| sett. 2015-gen. 2016   | Doncaster              | FL1                    | 7          | 3          | FACup+CdL       | 1+0             | 0               | -                  | -                  | -                  | FLT         | 1           | 0           | 9      | 3      |        |
| ago. 2016              | Crystal Palace         | PL                     | 0          | 0          | FACup+CdL       | 0+0             | 0               | -                  | -                  | -                  | -           | -           | -           | 0      | 0      |        |
| ago. 2016-gen. 2017    | Bolton                 | FL1                    | 8          | 1          | FACup+CdL       | 1+0             | 0               | -                  | -                  | -                  | FLT         | 1           | 0           | 10     | 1      |        |
| gen.-giu. 2017         | Northampton Town       | FL1                    | 14         | 3          | FACup+CdL       | -               | -               | -                  | -                  | -                  | FLT         | -           | -           | 14     | 3      |        |
| ago. 2017-2018         | Swindon Town           | FL2                    | 37         | 5          | FACup+CdL       | 0+0             | 0               | -                  | -                  | -                  | EFLT        | 3           | 0           | 40     | 5      |        |
| 2018-2019              | Swindon Town           | FL2                    | 42         | 4          | FACup+CdL       | 2+1             | 0               | -                  | -                  | -                  | EFLT        | 2           | 1           | 47     | 5      |        |
| 2019-2020              | Swindon Town           | FL2                    | 20         | 6          | FACup+CdL       | 0+1             | 0               | -                  | -                  | -                  | EFLT        | 1           | 0           | 22     | 6      |        |
| Totale Swindon Town    | Totale Swindon Town    | Totale Swindon Town    | 99         | 15         |                 | 4               | 0               |                    | -                  | -                  |             | 6           | 1           | 109    | 16     |        |
| 2020-2021              | Blackpool              | FL1                    | 17+3       | 2          | FACup+CdL       | 1+1             | 0               | -                  | -                  | -                  | EFLT        | 4           | 1           | 26     | 3      |        |
| 2021-2022              | Blackpool              | FLC                    | 32         | 4          | FACup+CdL       | 1+2             | 1+1             | -                  | -                  | -                  | -           | -           | -           | 35     | 6      |        |
| 2022-2023              | Blackpool              | FLC                    | 9          | 0          | FACup+CdL       | 0+0             | 0               | -                  | -                  | -                  | -           | -           | -           | 9      | 0      |        |
| Totale Blackpool       | Totale Blackpool       | Totale Blackpool       | 58+3       | 6          |                 | 5               | 2               |                    | -                  | -                  |             | 4           | 1           | 70     | 9      |        |
| 2023-2024              | Birmingham City        | FLC                    | 20         | 0          | FACup+CdL       | 3+1             | 0               | -                  | -                  | -                  | -           | -           | -           | 24     | 0      |        |
| 2024-2025              | Birmingham City        | FL1                    | 37         | 7          | FACup+CdL       | 3+2             | 0               | -                  | -                  | -                  | EFLT        | 6           | 2           | 48     | 9      |        |
| Totale Birmingham City | Totale Birmingham City | Totale Birmingham City | 57         | 7          |                 | 9               | 0               |                    | -                  | -                  |             | 6           | 2           | 72     | 9      |        |
| Totale carriera        | Totale carriera        | Totale carriera        | 243+3      | 35         |                 | 20              | 2               |                    | -                  | -                  |             | 18          | 4           | 284    | 41     |        |

## Palmarès

### Club

#### Competizioni nazionali
- Football League One: 1

Birmingham City: 2024-2025
- Campionato inglese di quarta divisione: 1

Swindon Town: 2019-2020